# 上草地站
上草地站（德語：U-Bahnhof Oberwiesenfeld）是一座慕尼黑地铁3和8号线位于米贝茨霍芬-哈特畔的一座车站，从此站步行也可以抵达宝马总部大厦、宝马世界和宝马博物馆。